# П'єве-Фіссірага
П'єве-Фіссірага, П'єве-Фіссіраґа (італ. Pieve Fissiraga) — муніципалітет в Італії, у регіоні Ломбардія,  провінція Лоді.
П'єве-Фіссірага розташовані на відстані близько 450 км на північний захід від Рима, 30 км на південний схід від Мілана, 0 км на захід від Лоді.
Населення — 1779 осіб (2014).

## Демографія
Населення за роками:

Станом на 1 січня 2023 року в муніципалітеті офіційно проживало 158 іноземців з 25 країн, серед них 63 громадяни країн Євросоюзу.

## Сусідні муніципалітети
- Борго-Сан-Джованні
- Корнельяно-Лауденсе
- Лоді
- Лоді-Веккіо
- Массаленго
- Сант'Анджело-Лодіджано
- Вілланова-дель-Сілларо